# The Best of Times
The Best of Times (englisch für: „Die schönsten Zeiten“) ist ein Lied der US-amerikanischen Progressive-Metal-Band Dream Theater. Es erschien als fünfter Titel des 2009 erschienenen Albums Black Clouds & Silver Linings. Textlich stellt der Song eine Art Dankesrede an Howard Portnoy dar, den Vater des Dream-Theater-Schlagzeugers Mike Portnoy, welcher am 4. Januar 2009 an Krebs verstorben war.

## Hintergrund
Während der Aufnahmen am Album Black Clouds & Silver Linings erkrankte Mike Portnoys Vater Howard Portnoy an Krebs und es war absehbar, dass er bald sterben würde. Mike Portnoy schrieb den Song als Tribut an ihn, wollte aber den Fokus auf die 41 Jahre legen, die er mit seinem Vater hatte und nicht auf den sechsmonatigen Kampf gegen den Krebs. Mike Portnoy konnte seinem Vater das Lied an seinem Sterbebett vorspielen. Dafür hatte er eine frühe Demoversion mit ihm selbst am Gesang aufgenommen. Die Version auf dem Album, die rund 13 Minuten lang ist, sang James LaBrie ein.
Die Violine am Anfang des Songs wird von dem US-amerikanischen Violinisten Jerry Goodman gespielt.
Es handelte sich zusammen mit 12 Steps Suite um einen der letzten Texte, die Portnoy für Dream Theater verfasste. Portnoy meinte, nachdem er die beiden Songs fertiggestellt habe, habe er das Gefühl gehabt, alles gesagt zu haben, was er wollte. 2010 trennte er sich von Dream Theater. So sah er die beiden Songs als seinen Abgesang für Dream Theater an. Das Lied selbst spielte er erst am 22. März 2025 zum ersten Mal live, da es für ihn zu emotional war.

## Text
Verfasst von Mike Portnoy erzählt der persönliche Text viele bewegende und schöne Erinnerungen an die Zeit mit Howard Portnoy. Es wird gesagt, wie sehr Mike Portnoy durch seinen Vater beeinflusst wurde („Thank you for the inspiration“) und dass er in seinem Vater immer sein größtes Idol gesehen hätte („Idol and best friend“). Des Weiteren werden Ereignisse genannt, die sie zusammen („Lying on the pillows at the old 812“) oder getrennt („My home away from home, And when we weren't together, The hours on the phone“) erlebt haben. Mike Portnoy bedauert die Tatsache, dass er noch so viel mit seinem Vater hätte erleben können („Life goes by in the blink of an eye with so much left so say“) und wünscht sich, es hätte nie ein Ende genommen („I wished would never end“).

## Musik
Generell ist die Musik zu diesem Song eher ungewöhnlich für Dream Theater. Das Lied beginnt mit einem sehr ruhigen Intro, eingeleitet von Jordan Rudess’ Klavier. Kurz darauf setzt eine Violine ein, die das Grundthema des Liedes spielt. Danach verstummt die Violine wieder und man hört ein ruhiges Gitarrensolo von John Petrucci. Das Intro streckt sich ungefähr über knapp drei Minuten, bevor es übergeht in einen aufgeweckten, fröhlichen Teil, der hörbar von der Progressive-Rock-Gruppe Rush beeinflusst ist, hier insbesondere von deren Track Spirit of Radio. Zudem wurden ähnliche Motive wie beim Song Hollow Years verwendet.
Bei ungefähr sechs Minuten verändert sich die Stimmung des Liedes von aufgeheitert und munter zu dramatisch und traurig. Trotz des traurigen Themas bleibt dem Song eine positive Grundstimmung erhalten. Zum Schluss spielt John Petrucci ein etwa drei Minuten langes Solo. Nach drei Minuten wird es im Grundthema ausgeblendet. Insgesamt ist The Best of Times 13:06 Minuten lang.

## Rezeption
Nicht alle Kritiker überzeugte das Lied. So schrieb Yan Vogel in seiner Rezension für laut.de „die Verwendung der musikalischen Versatzstücke [driftet] hier und da in die Kitsch-Sackgasse“. Dagegen lobte Eduardo Rivadavia das Spiel von Keyboarder Jordan Rudess als vielseitigstes und gleichzeitig klassischstes Performance auf dem Album.
Markus Wierschem fasste auf den Babyblauen Seiten seinen Eindruck folgendermaßen zusammen:

„Gefallen finden vor allem die reduzierteren, akustischen Passagen und die bei aller Trauer positive Grundstimmung des Stückes. Auf der anderen Seite krankt das Stück dann aber an einem nicht wirklich starken Chorus und vor allem wieder jenen übertriebenem geigenheiligen Bombast, der DT schon seit Six Degrees plagt ... Und zum Abschluss soliert sich Petrucci in die Unendlichkeit“

## Besetzung
- Gesang: James LaBrie
- Gitarre, Gesang: John Petrucci
- E-Bass: John Myung
- Keyboard: Jordan Rudess
- Schlagzeug, Gesang: Mike Portnoy
- Violine: Jerry Goodman
- Produktion: John Petrucci, Mike Portnoy